# 馬里納山脈

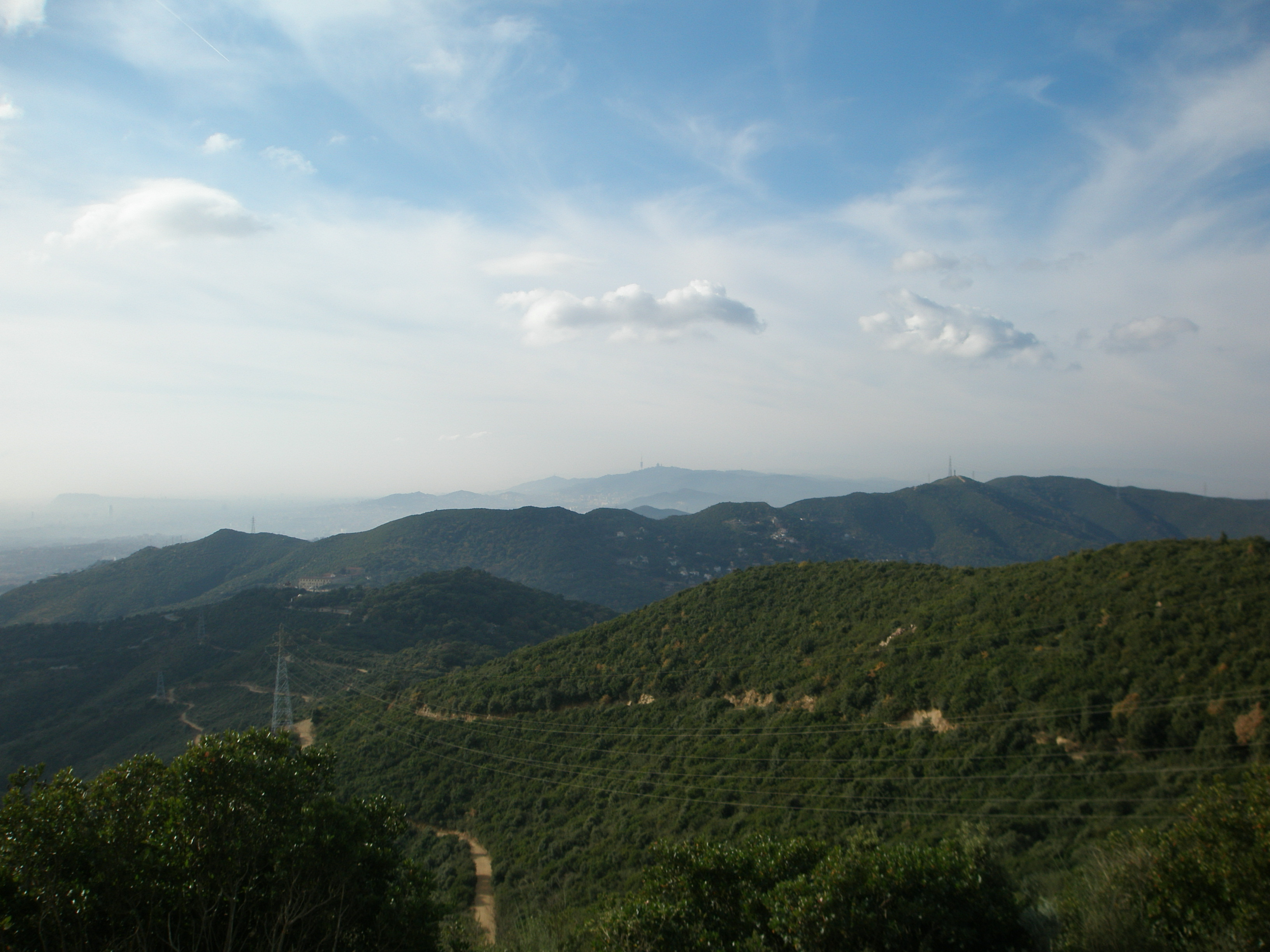

馬里納山脈，是西班牙的山脈，位於該國東北部加泰羅尼亞，屬於加泰羅尼亞海岸山脈的一部分，面積20.86平方公里，最高點海拔高度485米。